# Eravu
Eravu es una ciudad censal situada en el distrito de Thrissur en el estado de Kerala (India). Su población es de 4447 habitantes (2011). Se encuentra a 10 km de Thrissur y a 69 km de Cochín.

## Demografía
Según el censo de 2011 la población de Eravu era de 4447 habitantes, de los cuales 2089 eran hombres y 2358 eran mujeres. Eravu tiene una tasa media de alfabetización del 97,23%, superior a la media estatal del 94%: la alfabetización masculina es del 98,47%, y la alfabetización femenina del 96,13%.